# Sa'id ibn Jubayr
Saʿīd ibn Jubayr (Kufa, 665 – Kufa, 713) è stato un Seguace del profeta Maometto.
Di origine etiopica, Saʿīd b. Jubayr al-Asadī (in arabo سعيد بن جبير الأسدي‎?) appartenne alla generazione dei Tabiʿūn, successiva a quella dei Sahib del profeta Maometto. Era un mawlā di colore ma questo non gli impedì - esempio non unico nella storia islamica, come ben dimostrano ad esempio Maslama ibn Abd al-Malik o Abu l-Misk Kafur - di ritagliarsi un posto di assoluto rispetto fra gli uomini di cultura e di potere nella società araba dell'VIII secolo d. C. (I secolo islamico).
Allievo di ʿAbd Allāh b. ʿAbbās, fu un grande raccoglitore di tradizioni giuridiche riguardanti il Profeta e i suoi Compagni, Saʿīd b. Jubayr fu un ottimo giocatore di scacchi (shatranj ), al pari del suo coetaneo al-Shaʿbī.
Partecipò alla vita politica nel periodo del califfo omayyade ʿAbd al-Malik b. Marwān e del suo governatore (wālī) al-Hajjāj b. Yūsuf, parteggiando per Ibn al-Ashʿath, che si ribellò al califfo e alla dura politica di al-Hajjāj dopo aver portato l'Armata dei Pavoni, composto dagli abitanti di Basra, fin nel lontano Tukhāristān (attuale Afghanistan).
Per evitare di essere coinvolto nell'attività repressiva di al-Hajjāj (che bloccava le nuove conversioni all'Islam per non rinunciare ai tributi che i non musulmani erano comunque chiamati a versare all'erario islamico e che contrastava duramente il processo di urbanizzazione delle masse agricole per i medesimi fini fiscali), Saʿīd b. Jubayr si dice si fosse concentrato sul gioco degli scacchi, tanto da attirarsi critiche da parte dei pii musulmani e scansare perciò la nomina a giudice (Qāḍī) di Kufa che invece il governatore gli voleva imporre.
In seguito alla ribellione di Muhammad b. al-Ashʿath, Saʿīd b. Jubayr non fu perdonato (come accadde invece ad al-Shaʿbī), ma fu decapitato come ribelle e spergiuro.